# Грэнд, Стив (музыкант)
Стив Грэнд (англ. Steve Grand, род. 1990) — американский композитор-песенник, певец и инструменталист (фортепиано, клавишные, гитара, электрогитара) из Чикаго, штат Иллинойс. Он получил известность как один из первых мужчин — открытых геев, исполняющий музыку в стиле кантри-рок. Стив поместил видео своей песни All-American Boy на интернет-канале YouTube 2 июля 2013 года, и оно стало вирусным менее чем за неделю.

## Детство и oтрочество
Стив Грэнд родился в Чикаго в 1990 году и рос в Лемонте, штат Иллинойс (пригород Чикаго). Родители — консервативные католики. У него есть брат Билл и сестра Кэйти. Стал заниматься игрой на фортепиано с шести лет. Пишет музыку с одиннадцати лет. Осознал свою гомосексуальность в тринадцать лет, в восьмом классе признался в этом друзьям и настойчиво пытался примирить свою ориентацию с полученным им католическим воспитанием. Родители заставили его пройти пять лет репаративной терапии у консультанта-психолога. Это оказалось безрезультатным. После окончания средней школы в Лемонте Стив поступил в Белмонтский университет (Belmont University) в городе Нэшвилл, штат Теннесси, и проучился там год. После этого он вернулся в Иллинойс, где поступил в Университет Иллинойса в Чикаго (UIC), но вскоре ушёл оттуда, чтобы посвятить себя музыке.

## Молодость и творчество
Прежде чем целиком отдать себя музыке, Стив работал в качестве модели под псевдонимами Финн Дизель (Finn Diesel) и Стив Чатам (Steve Chatham). Исполнять песни других композиторов под собственный аккомпанемент он стал под именем Стив Старчайлд (Starchild, Звёздный мальчик — см. одноимённую сказку Оскара Уайльда). Поняв, что моделирование не его призвание, в 2013 году, чтобы свести концы с концами, Стив стал исполнять песни, в основном других композиторов, в чикагском джаз-клубе The Joynt, а также стал петь и играть на фортепиано на церковных службах. В июне 2013 года, решив испытать судьбу, Стив создал видео своей песни All-American Boy (режиссёр Джейсон Нэйд). Оно обошлось в $7000, и для его создания Стив использовал весь бюджет своей единственной кредитной карты. После того, как его видео стало вирусным практически моментально, к Стиву с интересом отнеслись телекомпания ABC, взявшая у него интервью для программы Good Morning America, и такие публикации, как Huffington Post, Los Angeles Times и Chicago Sun-Times, а также всевозможные блоги. Его шоу в клубе The Joynt после триумфа на YouTube (6-7 и 12-13 июля 2013 года) имели колоссальный успех.

## Человеческая и творческая позиции
Вот то, что Стив Грэнд написал о себе и своём творчестве в примечании к видео своего All-American Boy 2 июля 2013 года:
Я боролся с тем, кто я такой, на протяжении бо́льшей части моей жизни. Любым путём, каким человек в своей юности может бороться с самим собой. Но, начиная с сегодняшнего дня, я иду в открытую. Я больше не могу перестраховываться. Мне посчастливилось с умными друзьями, которые верят в меня, но у меня нет ни менеджера, ни лейбла, ни какого-либо источника доходов, кроме денег, которые я зарабатываю, играя в The Joynt, а также, как бы иронично это для кого-то ни прозвучало, в церквах по воскресным утрам. Говоря об эстетических достижениях моего видео… давайте просто скажем, что мне посчастливилось, когда один добрый друг представил меня наилучшей творческой группе, о которой я мог попросить… эта группа крепко держалась во время езды на той «американской горке», которой был этот творческий проект, и относилась к моим интенсивному темпераменту и сумасбродству с истинным профессионализмом. Я сочинил эту песню на вечеринке, во время фортепианной джем-сешн с большим количеством выпивки. Я записал вокальную партию в подвале дома моих родителей и работал с моим другом Максом Стегером над записью и миксажем инструментальных голосов. Я чувствую, что большинству из музыкальной индустрии не понравится моя идея «приклеивания к себе ярлыков», рассказывая всё, как я рассказал. Но я верю, что мир не увидит перемен к лучшему до тех пор, пока он не увидит честности. Так я и пошёл своим путём. Я пошёл ва-банк. Я нервничаю/воодушевляюсь/ужасаюсь/беспокоюсь тем и о том, какой эффект весь выбор решений, принимаемых мной (и принятых на продолжении всего пути открытия самого себя как человека и как художника) произведёт на моё будущее. Но тогда же я напоминаю себе, что у меня никогда и не было выбора. Это — та история, которую я до боли хотел рассказать на протяжении бо́льшей части моей жизни… общечеловеческая история о страстном желании быть любимым… это то, что мне дороже всего. Но моя история никогда бы не увидела света дня, если бы не помощь тех, кого я упомянул выше (в титрах), многие из которых ничего не просили взамен. Я знаю, что моя страстность и интенсивность в выполнении этого проекта были выше головы (это может быть преуменьшением года… ;)) Спасибо вам за то, что вы сделали всё, что могли, чтобы помочь мне сохранить рассудок… на грани. И спасибо за то, что держались; за гибкость и терпение и за помощь в претворение моей мечты в жизнь. И маме с папой… Я знаю, что вы не всегда понимаете, что̀, чёрт побери, я стараюсь делать, но вы всегда продолжаете любить и поддерживать меня, несмотря ни на что. Это значит для меня всё…

— Стив